# Донецька обласна бібліотека для дітей імені С. М. Кірова
Донецька обласна бібліотека для дітей ім. С. М. Кірова — інформаційно-інтелектуальний, освітній центр, центр адаптації і дозвілля дітей, оновлення і удосконалення бібліотечної роботи з дітьми. Головною метою діяльності Донецької обласної бібліотеки для дітей ім. С. М. Кірова є залучення до читання юних громадян України.

## Історія
У 1931 році на державному рівні в УРСР прийнято рішення про розгортання мережі позашкільних установ, включаючи дитячі бібліотеки. Згідно з довідкою Центрального Державного архіву Жовтневої революції, вищих органів державної влади і органів державного управління Української РСР (ЦДАЖР УРСР)за № 167 від 02.02.1983 в рішенні значиться м. Сталіно.
1932 рік, грудень, бібліотека була заснована спочатку як міська, її фонд налічував 8 тисяч примірників документів. Містилась бібліотека в одноповерховому невеликому будинку на Пожежній площі (нині — це площа Дзержинського).
1934 році бібліотека була реорганізована в обласну, її фонд налічував майже 50 тисяч примірників документів.
В 1939 році бібліотеці присвоєне ім'я відомого в ті роки політичного діяча Сергія Мироновича Кірова. Слід враховувати, що на присвоєння бібліотеці цього імені вплинула тогочасна політична ситуація.
Того ж 1939 року в області налічувалося вже 21 самостійна дитяча бібліотека і 630 шкільних, яким обласна бібліотека надавала суттєву методичну і практичну допомогу.
Під час Німецько-радянської війни був знищений довоєнний архів і серйозно постраждав бібліотечний фонд.
1947 рік — фонд налічує більше 21000 примірників документів, а в 1953 році становив 61000 примірників документів. Вся література надавалася у користування читачам бібліотеки, кількість яких зросла від 5500 абонентів у 1946 році до 8230 у 1957 році. На абонементі впроваджувався відкритий доступ. Змінювалася структура бібліотеки.
Зростав і штат. В 1946 році він налічував 18 працівників, а в 1955 — 28. 1959 року вперше у практиці роботи дитячих бібліотек країни бібліотека запровадила обслуговування дітей за віком, поєднавши роботу з певною віковою групою читачів в єдине ціле на основі раніше розрізнених абонементів і читального залу.
У 1952 році поновилося будівництво нового приміщення для обласних бібліотек за проектом Харківського інституту «Гіпроград» — для дітей та універсальної наукової бібліотеки ім. Н. К. Крупської. На той час вони займали одне крило нинішньої будівлі, яке збереглося після війни. Дитячій бібліотеці було відведено 3 невеликих кімнати, читальний зал на 60 місць не міг вмістити всіх охочих. Кінець коридору був переобладнаний в абонемент для читачів різного віку.

Інтер'єр бібліотеки у 2005 році.

На початку 1955 року після завершення будівництва бібліотека отримала світле і просторе приміщення. В цій будівлі Донецька обласна бібліотека для дітей ім. С. М. Кірова займає три поверхи лівого крила площею понад 2 тис. кв. метрів.
В 60-70-ті роки XX століття бібліотека, як і всі заклади культури, відчувала певні труднощі і тиск, цензуру, намагання представити їх тільки як ідеологічних помічників партії. Та попри все бібліотека продовжувала жити і працювати, зростали кількість її читачів і відповідно відвідувань, динамічно змінювався фонд, організовувалися нові відділи. Бібліотека продовжувала робити свою головну справу — відкривала перед юними громадянами неосяжний книжковий світ.
1980–1990-ті роки стали для бібліотеки періодом наполегливої роботи до оптимізації її організаційної структури, утвердження статусу інформаційного і культурно — мистецького центру для дітей.

### Структура бібліотеки
Бібліотека сьогодні — це 10 відділів і 2 сектори. 
- Відділ комплектування і обробки фондів.
- Відділ зберігання бібліотечного фонду, МБА.
- Відділ обслуговування дошкільників та учнів 1-4 класів.
- Відділ обслуговування учнів 5-9 класів
- Відділ мистецтв.
- Відділ довідково-бібліографічного та інформаційного обслуговування.
- Відділ позастаціонарного обслуговування.
- Відділ автоматизації інформаційно-бібліотечних процесів. .
- Відділ методичної роботи та бібліотечного маркетингу.
- Відділ матеріально-технічного забезпечення.
- Сектор реєстрації користувачів та контролю.
- Сектор організації дозвілля для дітей.

### Фонд бібліотеки
Фонд складається з майже 240 тисяч примірників документів, серед них — майже 200 тисяч примірників книг, приблизно 40 тисяч примірників періодичних видань, близько 10 тисяч аудіо та відеоматеріалів.

### Користувачі бібліотеки
Близько 18 тисяч відвідувачів щорічно відвідують бібліотеку понад 150 тисяч разів та отримують у тимчасове користування майже 370 тисяч примірників документів різного формату і на різних носіях.

### Популяризація книги. Конкурси
У бібліотеці працюють гуртки та клуби за інтересами — «Чомусик», «У світі добра і краси», «Країна казок», «Школа малюків-рятівників», «Друзі книги» та ін. З 2005 року бібліотека бере участь у Всеукраїнському конкурсі дитячого читання «Найкращий читач України». Переможцями Конкурсу за цей час ставали діти із міст: Горлівка (2009), Донецьк (2010), Дружківка (2008 — два учасника), Костянтинівка (2007, 2010), Краматорськ (2007), Красний Лиман (2005), Макіївка (2005, 2006, 2007, 2009), Маріуполь (2005), Селидове (2006), Шахтарськ (2011), Яснувата (2011); районів: Артемівського (2006), Першотравневого (2005, 2008). Учасники обласного етапу Всеукраїнського конкурсу «Найкращий читач України» традиційно змагаються у двох групах — учні 6-х та учні 7-х класів — і відповідають на запитання літературної вікторини. Діти-переможці представляють Донецьку область на Фестивалі дитячого читання «Книгоманія», який проходить у Львові.
Бібліотека постійно розширює діапазон форм і методів обслуговування читачів, залучає їх до участі у всеукраїнських та обласних конкурсах дитячої творчості — Всеукраїнському конкурсі на найкращу книгу-саморобку «Моя мала Батьківщина» (2006), Всеукраїнському конкурсі дитячої творчості «У вінок Кобзаря ми вплітаємо майбутнє» (2010), обласних — «Мандруємо книжковим світом» (2006), «Тут Батьківщини моєї початок», «Родина як зірка єдина» (2007), «Добро відкриває серця» (2008), «Я — громадянин України» (2009), «В Країні Сонячних Зайчиків» (до 80-річчя від дня народження В. З. Нестайка) (2010), «Живе джерело літературної спадщини Івана Костирі» (до 80-річчя від дня народження).
З 2005 року бібліотека бере участь у Всеукраїнському конкурсі дитячого читання «Найкращий читач України». Переможцями Конкурсу за цей час ставали діти із міст: Горлівка (2009), Донецьк (2010), Дружківка (2008 — два учасника), Костянтинівка (2007, 2010), Краматорськ (2007), Красний Лиман (2005), Макіївка (2005, 2006, 2007, 2009), Маріуполь (2005), Селидове (2006), Шахтарськ (2011), Яснувата (2011); районів: Артемівського (2006), Першотравневого (2005, 2008).
Учасники обласного етапу Всеукраїнського конкурсу «Найкращий читач України» традиційно змагаються у двох групах — учні 6-х та учні 7-х класів — і відповідають на запитання літературної вікторини. Діти-переможці представляють Донецьку область на Фестивалі дитячого читання «Книгоманія», який проходить у Львові.

### Співпраця з різними закладами
У своїй діяльності Бібліотека підтримує відносини з багатьма закладами, зокрема, з Курською обласною бібліотекою для дітей та юнацтва (Росія), Донецьким відділенням Національної спілки письменників України, за Спілкою жінок м. Донецька, благодійними фондами, релігійними конфесіями тощо.
Бібліотека має певний досвід співпраці з Посольством Японії в Україні, з Генеральним консульством Чеської Республіки в Донецьку, з Генеральним консульством Республіки Польща в Харкові, з Французьким інформаційно-методичним центром у Донецьку.
Бібліотека є базою практики для студентів бібліотечного відділення Донецького училища культури.

### Колектив бібліотеки
Бібліотека сьогодні — це колектив висококваліфікованих професіоналів і однодумців, який зберігає і примножує досвід попередніх бібліотекарів — Гуріної Майї Філаретівни, Платок Асі Зіновіївни, Лейтман Емми Львівни, Карповської Поліни Яківни, Малихіної Марини Олексіївни, Ленської Зінаїди Павлівни, Муснікової Мари Семенівни, Шерстньової Людмили Іванівни та багатьох інших. Ті, хто працює сьогодні в бібліотеці, докладають значних зусиль, щоб книга і бібліотека стали для дитини порадником і товаришем на все життя.

### Керівники бібліотеки
- 1932–1953 роки — на жаль, не збереглися дані про директорів, які очолювали бібліотеку протягом зазначеного періоду, окрім імен Тетяни Олексіївни Уманської та Віктора Леонтійовича Луганського.
- 1953–1984 роки — на посаді директора бібліотеки перебувала Майя Філаретівна Гуріна.
- З 1984 року — бібліотеку очолює Валентина Іларіонівна В'язова, Заслужений працівник культури України

### Офіційний вебсайт
www: childlibrary.donetsk.ua [Архівовано 5 квітня 2012 у Wayback Machine.]

### Режим роботи
Бібліотека обслуговую читачів:

щоденно — з 9.00 до 17.00;вихідний день — субота

На період літніх канікул:

обслуговування читачів здійснюється з 9.00 до 18.00; вихідні дні — субота, неділя.

Останній четвер місяця — санітарний день. В цей день користувачі не обслуговуються